# 戴凌
戴淩，一作戴陵(?—?)，表字，籍貫不詳，三國曹魏長水校尉。
220年，长水校尉戴淩曾参与劝进曹丕称帝，同年由於曹丕很喜歡打獵，所以戴淩勸諫其不要時常打獵，因此使到曹丕大怒之下把戴淩处以比死刑輕一等的刑罰，後來复職。
231年，諸葛亮包圍祁山時，征蜀护军戴淩隨張郃受司馬懿的領導，戴淩帶著四千精兵鎮守上邽。後來再也沒戴淩的生平記載。
《三國演義》小說有敘述說奉司馬懿之命為張郃副將奇襲諸葛亮陣營，但反被包圍，最終還是由張郃所救。在司馬懿和諸葛亮鬥陣時被捉，被蜀軍塗黑墨汁在臉上才歸回。